# Mantisatta
Genre
Mantisatta est un genre d'araignées aranéomorphes de la famille des Salticidae.

## Distribution
Les espèces de ce genre se rencontrent aux Philippines, en Malaisie orientale et en Indonésie à Sulawesi.

## Liste des espèces
Selon World Spider Catalog (version 26, 30/07/2025) :
- Mantisatta longicauda Cutler & Wanless, 1973
- Mantisatta trucidans Warburton, 1900

## Publication originale
- Warburton, 1900 : « On a remarkable attid spider from Borneo, Mantisatta trucidans, n. g. et sp. » Proceedings of the Zoological Society of London, vol. 1900, p. 384-387 (texte intégral).